# Un remède à la mélancolie
Un remède à la mélancolie (titre original : A Medicine for Melancholy) est un recueil de nouvelles de l'auteur américain Ray Bradbury publié pour la première fois aux États-Unis en 1959 chez l'éditeur Doubleday.
Il comporte 22 nouvelles dont la plupart furent publiées auparavant dans des magazines ou des anthologies. 
Il est publié en France en 1961 aux éditions Denoël dans la collection Présence du futur.

## Différentes éditions françaises
- Denoël, collection Présence du futur no 49, deuxième trimestre 1961, réédité en 1975, 1976, 1979, 1989 et 1999[1].
- Gallimard, collection Folio SF no 427, 31 mai 2012

## Contenu
- Un remède à la mélancolie (A Medicine for Melancholy)
Texte inédit
- Par un beau jour d'été (In a Season of Calm Weather)
Première publication dans Playboy, janvier 1957
- Le Dragon (The Dragon)
Première publication dans The Magazine of Fantasy & Science Fiction, mars 1956
- La Fin du commencement (The End of the Beginning)
Première publication dans Maclean's, octobre 1956
- Le Splendide costume glace à la vanille (The Wonderful Ice Cream Suit)
Texte inédit
- Le Rêve de fièvre (Fever Dream)
Première publication dans Weird Tales, septembre 1948
- Le Raccommodeur de ménages (The Marriage Mender)
Texte inédit
- La Ville où personne n'est descendu (The Town Where No One Got Off)
Première publication dans Ellery Queen's Mystery Magazine, octobre 1958
- L'Odeur de la salsepareille (A Scent of Sarsaparilla)
Première publication dans l'anthologie Star Science Fiction Stories, février 1953
- Icare Montgolfier Wright (Icarus Montgolfier Wright)
Première publication dans The Magazine of Fantasy & Science Fiction, mai 1956
- Le Casque (The Headpiece)
Texte inédit
- Ils avaient la peau brune et les yeux dorés (Dark They Were, and Golden-Eyed)
Première publication dans Thrilling Wonder Stories, août 1949
- Le Sourire (The Smile)
Première publication dans Fantastic, été 1952
- Le Premier soir de Carême (The First Night of Lent)
Première publication dans Playboy, mars 1956
- L'Heure du grand départ (The Time of Going Away)
Texte inédit
- Et l'été ne dura qu'un jour… (All Summer in a Day)
Première publication dans The Magazine of Fantasy & Science Fiction, mars 1954
- Le Cadeau (The Gift)
Première publication dans Esquire (magazine), décembre 1952
- La Collision mémorable de lundi dernier (The Great Collision of Monday Last)
Texte inédit
- Les Petites souris (The Little Mice)
Texte inédit
- Coucher de soleil sur la plage (The Shore Line at Sunset)
Texte inédit
- La Vitre couleur fraise (The Strawberry Window)
Première publication dans l'anthologie Star Science Fiction Stories N°3, janvier 1955
- Le Jour où la pluie tomba (The Day It Rained Forever)
Texte inédit